# Trampoline Terror!
Trampoline Terror! è un videogioco d'azione sviluppato da Masaya nel 1990 per Sega Mega Drive. Pubblicato negli Stati Uniti d'America da DreamWorks Games, del videogioco era prevista una versione distribuita in Giappone da NCS con il titolo di Explode Star, mai messa in commercio.

## Modalità di gioco
Composto da 33 livelli, lo scopo del gioco è quello di attivare tutti gli interruttori presenti nello schema evitando i nemici. In ogni quadro sono presenti trampolini di diverso colore (blu, giallo e rosso) che possono essere distrutti saltandoci sopra, al fine di eliminare i nemici. I trampolini possono inoltre rimbalzare le P-ball, bombe che possono essere raccolte dal giocatore e lanciate contro gli avversari.